# A Chorus Line (Musical)

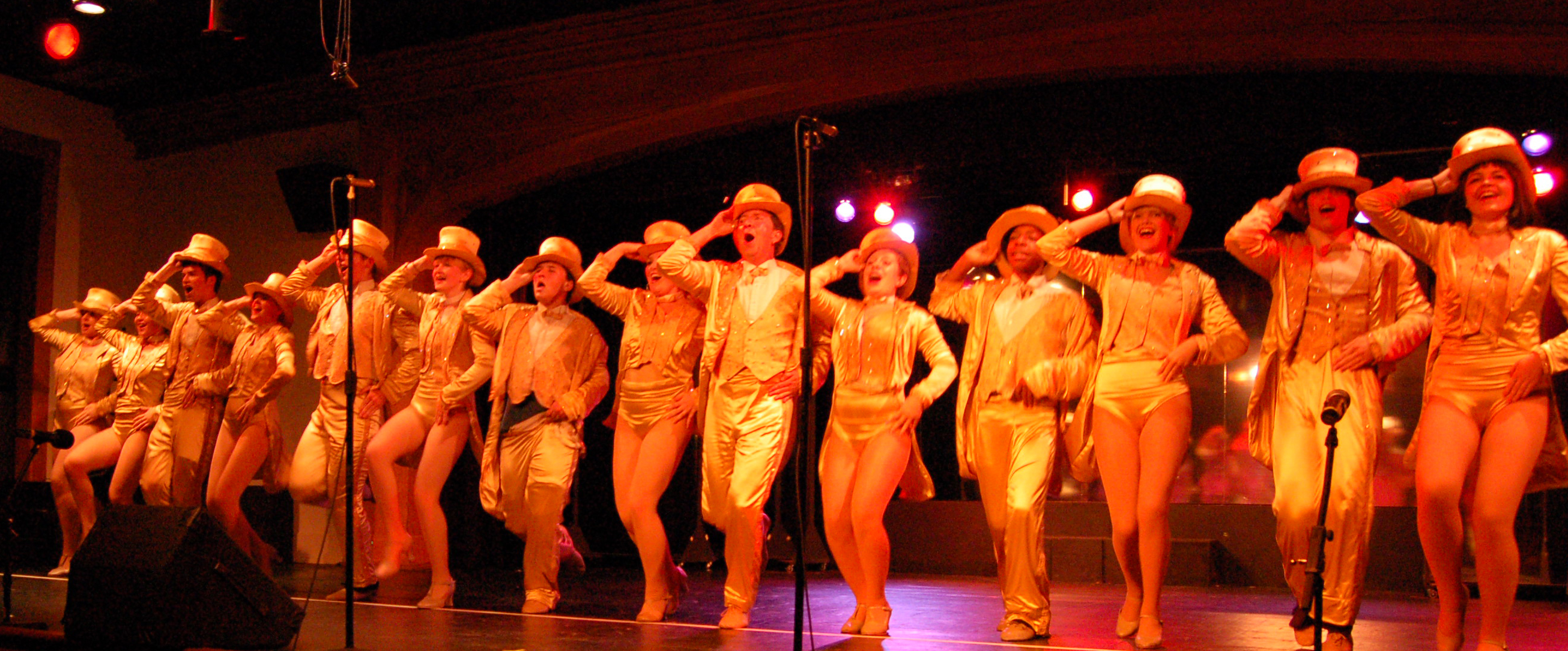
A Chorus Line (2007)

A Chorus Line ist eines der erfolgreichsten Broadway-Musicals. Es lief vom 25. Juli 1975 bis zum 28. April 1990 am Broadway und hielt mit 6137 Vorstellungen bis dahin den Rekord für das am längsten laufende Musical. Die ersten 101 Vorstellungen fanden off-Broadway am The Public Theatre statt, danach zog man wegen des überragenden Erfolgs ins Shubert Theatre um.
Die Idee zu dem Musical hatte Michael Bennett, der auch Choreographie und Regie führte. Die Musik stammt von Marvin Hamlisch, die Gesangstexte von Edward Kleban, das Buch schrieben James Kirkwood junior und Nicholas Dante. Die erste deutsche Übersetzung stammt von Mischa Mleinek, 2022 wurde eine neue deutsche Fassung von Robin Kulisch im Auftrag von Concord Theatricals erstellt.
Die Handlung basiert dabei zum größten Teil auf den Lebenserinnerungen der Darsteller der Original-Besetzung.

## Handlung
Das Musical beschreibt das Auswahlverfahren (Casting) für die Besetzung eines geplanten Broadway-Musicals. In einem erbarmungslosen Ausleseprozess müssen die Bewerber allerdings nicht nur ihr Können unter Beweis stellen, sondern auch etwas von ihrer Persönlichkeit preisgeben. Zum Schluss bleiben siebzehn Künstler übrig, aus denen der Regisseur wiederum acht Glückliche auswählt.

## Musiknummern
Format: Englischer Titel / Deutscher Titel / Deutscher Titel (2022), falls abweichend
- „Opening: I Hope I Get It“ / „Opening: Ich hoff, ich schaff es“
- „Who Am I Anyway?“
- „I Can Do That“ / „Ich kann es schaffen“  / „Das krieg' ich hin“
- „... And ...“ / „Und...“
- „At the Ballet“ / „Im Ballett“ / „Beim Ballett“
- „Sing!“ / „Singt!“ / „Sing!“
- „Montage, Part 1: Hello Twelve“ / „Montage: Hallo Dreizehn“ / „Montage, Teil 1: Hallo zwölf“
- „Montage, Part 2: Nothing“ / „Montage: Gar nichts“ / „Montage, Teil 2: Gar nichts“
- „Montage, Part 3: Mother“ / „Montage: Mutter“ / „Montage, Teil 3: Mutter“
- „Montage, Part 4, Gimme the Ball“ / „Montage: Gib mir den Ball“ / „Montage, Teil 4: Gib ma' den Ball“
- „Dance: Ten; Looks: Three“ / „Tanz: zehn; Typ: drei - spitz und rund“ / „Tanz: zehn; Typ: drei“
- „The Music and the Mirror“ / „Musik und ein Spiegel“
- „One“ / „Eins“
- „What I Did For Love“ / „Ich bereu es nie“ / „Was mein Herz mir sagt“
- „Bows: One (Reprise)“ / „Finale“ / „Bows: Eins (Reprise)“

## Auszeichnungen
Das Musical wurde mit neun Tony Awards, fünf Drama Desk Awards, dem Pulitzer-Preis für Theater, dem New York Drama Critics’ Circle Award, dem Los Angeles Drama Critics’ Circle Award, dem London Evening Standard Award und einer Goldenen Schallplatte von Columbia Records ausgezeichnet.

## Verfilmung
1985 wurde das Musical von Sir Richard Attenborough mit Michael Douglas in der Rolle des Zach verfilmt.